# Aplogompha opulenta
Aplogompha opulenta är en fjärilsart som beskrevs av Thierry-mieg 1892. Aplogompha opulenta ingår i släktet Aplogompha och familjen mätare. Inga underarter finns listade i Catalogue of Life.